# Salia leucotomis
Salia leucotomis là một loài bướm đêm trong họ Noctuidae.